# ترانه‌شناسی

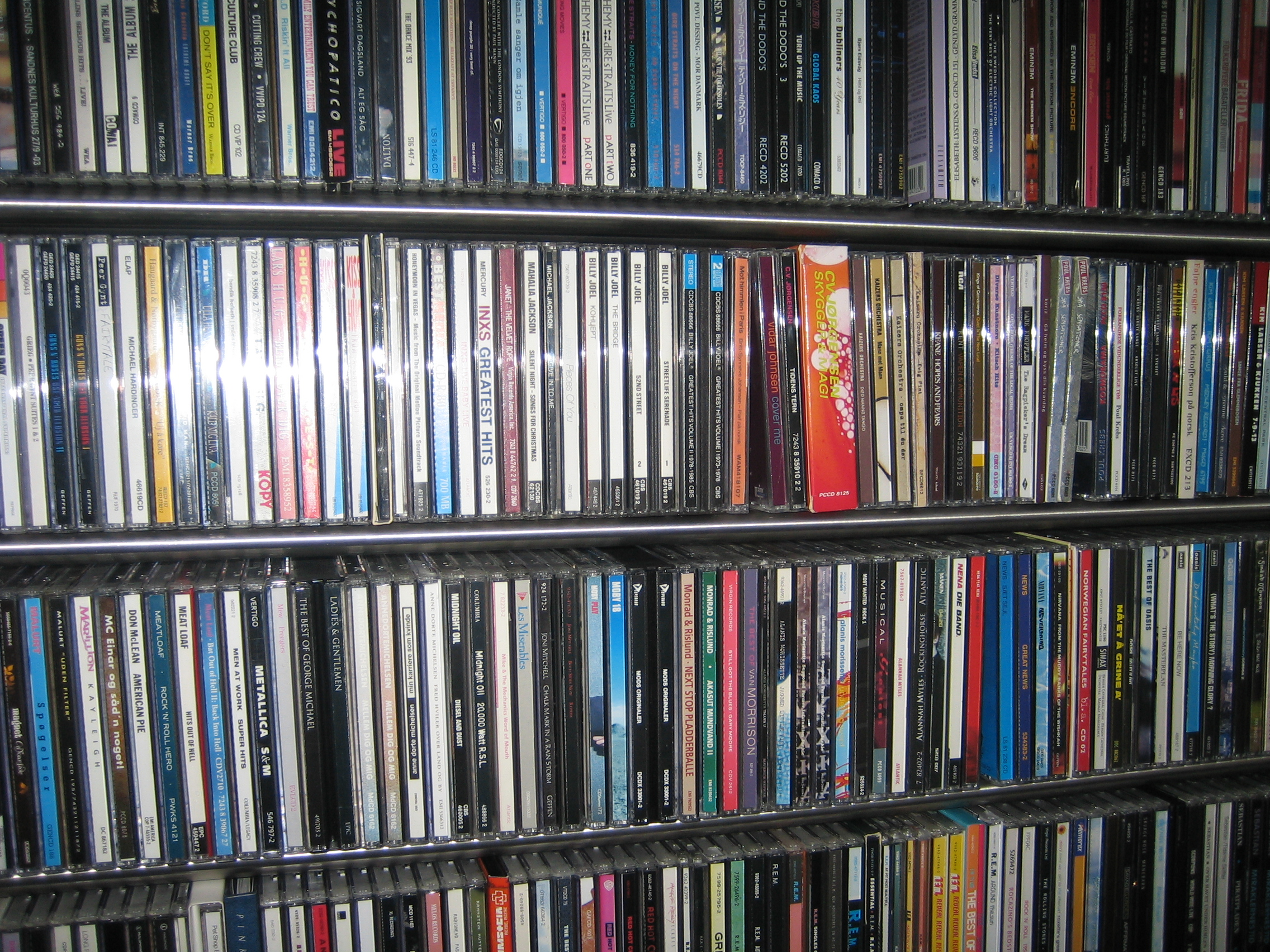
برای تهیه دیسکوگرافی، نسخه فیزیکی آلبوم ها به خاطر درج شناسنامه آهنگ ها اهمیت زیادی دارند.

ترانه‌شناسی یا دیسکوگرافی (به انگلیسی: Discography) نوعی مطالعه و فهرست‌بندی بر روی جزئیات آثار موسیقی منتشر شده توسط هنرمندان یا گروه‌های موسیقی است که معمولاً برای یک هنرمند خاص یا در شناسایی یک سبک ویژه موسیقی انجام می‌گیرد.
اطلاعاتی که در فهرست‌های ترانه‌شناسی عرضه می‌شوند به شکل کلی دربرگیرنده عنوان اثر یا آلبوم، نام ناشر، تاریخ ساخت یا نشر کار، نوازنده یا گروه اجرا کننده، محل ضبط اثر و رتبه‌های به‌دست آمده در جدول‌های موسیقی است.